# Felsőmatucsina
Felsőmatucsina (horvátul: Gornja Motičina) falu Horvátországban, Eszék-Baranya megyében. Közigazgatásilag Alsómatucsinához tartozik.

## Fekvése
Eszéktől légvonalban 55, közúton 62 km-re, Nekcsétől 10 km-re nyugatra, községközpontjától 5 km-re délnyugatra, a Krndija-hegység északi lejtőin, a Rijeka-patak mentén fekszik. Településrészei: Gradiška Stara, Jelašin, Kamenolom, Kerekuš, Kurjačara, Marin Dolac, Našičko Debelo Brdo, Rijeka Dol és Staklana.

## Története
Matucsina neve 1228-ban még folyónévként tűnik fel először „Motuchyna” alakban abban az oklevélben, melyben II. András király a Tétény nembeli Pukuri Benedek unokájának Marcellnak és testvéreinek Eszék nevű birtokuk határairól bizonyságlevelet ad. A vár és a település nevét a Matucsina patakról kapta. Urai, a Matucsinai és a velük rokon matucsinai Cseh és Petykei családok voltak. Zsigmond idejében a Marótiak zálogbirtoka lett. 1469-ben Gábor kalocsai érsek és testvére, Matucsinai Zsigmond 5000 aranyért királyi engedéllyel ismét magukhoz váltották. 
A török hódítás Matucsinát 1532-ben érte el, mely után lakossága nagyrészt kicserélődött új, főként muzulmán telepesek érkeztek. A matucsinai uradalom megszűnt, a török uralom idején a raholcai kádiluk és náhije része volt. Felsőmatucsina a szomszédos Gazije faluval együtt valószínűleg a török uralom idején keletkezett, amikor pravoszláv vlachokat telepítettek ide. 1680-ban 25, vlachok által lakott ház állt a településen. A település Szlavónia ezen területével együtt 1687-ben szabadult fel a török uralom alól. 1702 után boszniai vlachok újabb hulláma érkezett és telepedett le Sušine, Šumeđe, Felsőmatucsina és Gazije területén. 1720 után azonban megkezdődött a vlachok Baranyából történő elvándorlása. 1763-ban az uradalom összeírója Felsőmatucsinán 15 házat számlált.
Az első katonai felmérés térképén „Gor. Moticsina” néven található. Lipszky János 1808-ban Budán kiadott repertóriumában „Moticsina (Gornja)” néven szerepel. Nagy Lajos 1829-ben kiadott művében „Motichina (Gorna)” néven 24 házzal, 5 katolikus és 190 ortodox vallású lakossal találjuk.
A településnek 1857-ben 157, 1910-ben 281 lakosa volt. Pozsega vármegye Pozsegai járásához tartozott. Az 1910-es népszámlálás adatai szerint lakosságának 66%-a szerb, 30%-a horvát, 2%-a szlovák, 1%-a német anyanyelvű volt. A trianoni békeszerződésig Verőce vármegye Nekcsei járásához tartozott. Az első világháború után 1918-ban az új szerb-horvát-szlovén állam, majd később (1929-ben) Jugoszlávia része lett. A lakosságszám 1921-ben érte le maximumát 397 fővel, azóta a népesség egyre csökken. Ennek oka a fiatalok elvándorlása, akik a munkalehetőségek miatt főként Nekcsén és környékén telepedtek le. 1991-ben 98 főnyi lakosságának 46%-a szerb, 32%-a horvát, 19%-a jugoszláv nemzetiségű volt. 2011-ben a településnek 49 lakosa volt. Ma már a kihalófélben levő falvak közé tartozik.

## Lakossága
| Lakosság változása | Lakosság változása | Lakosság változása | Lakosság változása | Lakosság változása | Lakosság változása | Lakosság változása | Lakosság változása | Lakosság változása | Lakosság változása | Lakosság változása | Lakosság változása | Lakosság változása | Lakosság változása | Lakosság változása | Lakosság változása |
| ------------------ | ------------------ | ------------------ | ------------------ | ------------------ | ------------------ | ------------------ | ------------------ | ------------------ | ------------------ | ------------------ | ------------------ | ------------------ | ------------------ | ------------------ | ------------------ |
| 1857               | 1869               | 1880               | 1890               | 1900               | 1910               | 1921               | 1931               | 1948               | 1953               | 1961               | 1971               | 1981               | 1991               | 2001               | 2011               |
| 157                | 160                | 135                | 152                | 184                | 281                | 397                | 195                | 167                | 176                | 186                | 138                | 101                | 98                 | 67                 | 49                 |

## Gazdaság
A lakosság főként az erdei munkákból, mezőgazdaságból, szőlő- és gyümölcstermesztésből él. 

## Nevezetességei
A Szentlélek tiszteletére szentelt római katolikus kápolnája 2004-ben épült a nekcsei ferences kolostor támogatásával. A nekcsei Szent Antal plébánia filiája.